# Fundamentális csoport
A fundamentális csoport egy matematikai, azon belül algebrai topológiai fogalom. Egy topologikus tér valamennyi pontjához hozzárendelhető a fundamentális csoport, amely a pontot tartalmazó komponens 1 dimenziós szerkezetét írja le. A fundamentális csoport az első homotópia csoport.

## Szemléltetés
Tekintsünk egy teret, és azokat az utakat, amelyek egy rögzített pontból indulnak, és visszatérnek oda. Két ilyen utat egymás után lehet fűzni, azaz először az egyiket járjuk végig, utána a másikat. Egy utat visszafelé is végigjárhatunk. Ezekre az utakra úgy is tekinthetünk, mintha cérnából lennének, ekkor két utat azonosnak tekintünk, ha az egyik cérnát át lehet mozdítani a téren belül a másik helyzetébe. Például a síkon minden ilyen út behúzható teljesen az origóba, majd vissza egy másikba. Viszont ha kilyukasztjuk a síkot az origóban, és a cérna megkerüli azt a lyukat, akkor ezt a hurkot nem lehet behúzni, tehát nem lesz azonos az egy helyben maradó úttal (ahol nem mozdulunk el az út során a kezdőpontból).

## Definíció
Legyen {\displaystyle X} egy topologikus tér, és {\displaystyle x_{0}} egy pontja. Egy {\displaystyle f:[0,1]\to X} folytonos leképezést {\displaystyle x_{0}} kezdőpontú huroknak nevezünk, ha {\displaystyle f(0)=f(1)=x_{0}}. Két ilyen hurkot, jelölje őket {\displaystyle f} és {\displaystyle g}, azonosnak tekintünk, ha létezik egy {\displaystyle h:[0,1]\times [0,1]\to X} folytonos leképezés, amelyre fennállnak a következők: {\displaystyle h(t,0)=f(t)}, {\displaystyle h(t,1)=g(t)}, {\displaystyle h(0,t)=h(1,t)=x_{0}}, ahol {\displaystyle t} tetszőleges pontja a {\displaystyle [0,1]} intervallumnak. Ezt a {\displaystyle h} leképezést homotópiának hívjuk, az {\displaystyle f} és {\displaystyle g} függvények homotopikusan ekvivalensek, és egy homotópia osztályhoz tartoznak. A fundamentális csoport elemei ezek a homotópia osztályok.
Ahhoz, hogy csoportstruktúrát kapjunk, értelmeznünk kell a csoportműveleteket: a szorzást, az egységet és az inverzet. Legyen {\displaystyle f} és {\displaystyle g} két reprezentánsa két homotópia osztálynak. Ekkor {\displaystyle (f*g)(t)=f(2t)}, ha {\displaystyle t\in [0,1/2]}, és {\displaystyle (f*g)(t)=g(2t-1)}, ha {\displaystyle t\in [1/2,1]} lesz a szorzatuk egy reprezentánsa. Az inverz és az egység definíciója egyszerűbb: {\displaystyle f^{-1}(t)=f(1-t)}, és {\displaystyle i(t)=x_{0}} az egység.
A fundamentális csoportot {\displaystyle \pi _{1}(X,x_{0})}-lal jelöljük. Amennyiben a topologikus tér útszerűen összefüggő, minden pontjában azonos a fundamentális csoport, ekkor {\displaystyle \pi (X)}-szel jelöljük.

## Példák
1. {\displaystyle \mathbf {R} ^{n}} (vagy tetszőleges konvex részhalmazának) fundamentális csoportja triviális, azaz minden hurok homotopikusan ekvivalens az egységelemmel: a {\displaystyle h(t,s)={f(t) \over s}} „összehúzza” az {\displaystyle f} hurkot a {\displaystyle 0}-ba. Az ilyen tereket, ahol a fundamentális csoport triviális, egyszeresen összefüggőnek hívjuk.
2. {\displaystyle S^{1}}, azaz a kör fundamentális csoportja {\displaystyle {\textbf {Z}}}, azaz az egész számok csoportja az összeadásra nézve. Ugyanis bármely {\displaystyle k} egész számhoz elkészíthető a körön {\displaystyle k}-szor körbefutó hurok, értelemszerűen {\displaystyle 0}-hoz a nem körbefutókat, negatív számokhoz pedig azt a hurkot rendelve, ami annyiszor „visszafelé” futja be a kört. Ha egy {\displaystyle k}-szor és egy {\displaystyle l}-szer körbefutó hurkot összefűzünk, {\displaystyle k+l}-szer körbefutó hurkot kapunk. ( Ne feledjük, hogy a negatív és pozitív számot ellentétes körbefutási irányt jelentenek. )
3. {\displaystyle \mathbf {R} ^{2}\setminus \{(0,0)\}}, azaz az origóban kilyukasztott sík fundamentális csoportja szintén {\displaystyle {\textbf {Z}}}. Beláthatjuk, hogy a kilyukasztott sík fundamentális csoportja megegyezik a kör fundamentális csoportjával, hiszen az a paraméter, hogy milyen távol van egy pont az origótól, itt nem érdekes, csak a szög számít. Szemléletesen úgy gondolhatunk rá, hogy képzeljük el, mit láthat valaki az origóból nézve az útból. Ilyenkor csupán annyit lát, hogy milyen szögben áll egy pont a pozitív tengelyhez viszonyítva, a távolságot nem. Tehát az egész síkból pontosan azt látja, mintha egy origó középpontú kör volna. Az ilyen jellegű azonosságokat, mint a lyukas sík és a kör között, homotopikus ekvivalenciának hívjuk.
4. Nem minden fundamentális csoport kommutatív: egy gráf mint topologikus tér (CW-komplexus) fundamentális csoportja mindig szabad csoport.

## Tulajdonságok és alkalmazásuk

### Függés az összefüggőségi komponenstől
A fundamentális csoport valójában nem a bázisponttól, hanem annak összefüggőségi komponensétől függ.
Ugyanis, ha a p pontról áttérünk a q pontba, akkor p és q között van út. Először végigmegyünk ezen az úton p-ből q-ba, majd végigmegyünk a fundamentális csoport p-hez kapcsolódó elemén, végül visszamegyünk a q pontba azon az úton, amin jöttünk. Kapjuk, hogy a q-beli fundamentális csoport tartalmazza a p-beli fundamentális csoport egy konjugáltját, ami izomorf a p-beli fundamentális csoporttal. Hasonlóan, a p-beli fundamentális csoport tartalmaz egy, a q-beli fundamentális csoporttal izomorf csoportot. Ez csak úgy lehet, hogy a két csoport izomorf.

### A van-Kampen-tétel
A tétel kimondja, hogy egymást átfedő részhalmazok fundamentális csoportjából kiszámítható az összefüggőségi komponens fundamentális csoportja.
Legyen X=X1∪X2, X1 és X2 relatív nyílt X-hez. Továbbá ne legyenek diszjunktak, és legyen X1, X2 és X1∩X2 útösszefüggő. Legyen x0∈X1∩X2, és legyen X1 fundamentális csoportja prezentálva a G1 generátorokkal, és az R1 relátorokkal. Hasonlóan legyen X2 fundamentális csoportja prezentálva a G2 generátorokkal, és az R2 relátorokkal.
Ekkor X fundamentális csoportja prezentálható így:
Π1(X,x0)=F(G1∪G2/<R1∪R2∪R12>)
ahol R12={i1*(α)=i1*(β)|∀α∈Π1(X1∩X2,x0)}
ahol i1 és i2 beágyazások X1-ből és X2-ből X-be.

### Homológia
A fundamentális csoportok nem mindig Abelek. Lefaktorizálva a kommutátorcsoportjukkal viszont már Abel-csoportot kapunk, az első homológiacsoportot.

### Alkalmazások
A fundamentális csoportokkal belátható a Borsuk-tétel, a Brouwer-féle fixponttétel és a sündisznótétel.
Mindezek mellett a fundamentális csoport egyes tulajdonságaiból következtetni lehet a topologikus tér egyes tulajdonságaira. Például, ha egy sokaság fundamentális csoportja véges, akkor a sokaság nem metrizálható olyan metrikával, aminek görbülete sehol sem pozitív. A gömb az egyetlen zárt felület, aminek fundamentális csoportja triviális.

## Általánosítása
A fundamentális csoport az első homotópiacsoport. Hurkok helyett n dimenziós gömböket véve és azokból csoportot alkotva kapjuk az n-edik homotópiacsoportot.